# Alice Francis
Alice Francis, auch „Miss Flapperty“, ist eine aus Timișoara in Rumänien stammende Sängerin. Sie lebt mit ihrer Band in Köln und ist eine Vertreterin des Neoswing.

## Leben und Karriere
Francis wurde als Tochter einer Rumänin und eines Tansaniers in Timișoara geboren.
Ihr Debütalbum St. James Ballroom erschien am 7. September 2012 bei der Universal Music Group. Es wurde von dem Musiker Goldielocks produziert, mit dem Alice Francis auch live auftritt. Als weitere Produzenten und Co-Songwriter haben die Niegl Bros mitgewirkt.
Ihre Bandmitglieder sind u. a. der Deutsche Mr. Goldielocks und der Koreaner Sir Chul-Min Yoo. Zu Alice Francis’ Vorbildern zählen Josephine Baker, Django Reinhardt und Beyoncé Knowles. Ihre Musik enthält Elemente von Swing, Charleston und dem Jazz der Zwanziger, erweitert um Elemente aus dem Hip-Hop und Electro.

## Alben
- St. James Ballroom (Universal Music)
- Electric Shock (2017)
- Club Noir (2023)